# DDR-Badmintonmeisterschaft 1983
Die DDR-Badmintonmeisterschaft 1983 fand vom 14. bis zum 15. Mai 1983 in Greifswald statt. Es war die 23. Austragung der Titelkämpfe.

## Medaillengewinner
| Disziplin    | Gold                                                                        | Silber                                                                      | Bronze                                                                 |
| ------------ | --------------------------------------------------------------------------- | --------------------------------------------------------------------------- | ---------------------------------------------------------------------- |
| Herreneinzel | Erfried Michalowsky (Einheit Greifswald)                                    | Thomas Mundt (Einheit Greifswald)                                           | Frank-Thomas Seyfarth (Fortschritt Tröbitz)                            |
| Herreneinzel | Erfried Michalowsky (Einheit Greifswald)                                    | Thomas Mundt (Einheit Greifswald)                                           | Edgar Michalowski (Einheit Greifswald)                                 |
| Dameneinzel  | Monika Cassens (HSG Lok HfV Dresden)                                        | Petra Michalowsky (Einheit Greifswald)                                      | Birgit Kämmer (Einheit Greifswald)                                     |
| Dameneinzel  | Monika Cassens (HSG Lok HfV Dresden)                                        | Petra Michalowsky (Einheit Greifswald)                                      | Ilona Ryk (Einheit Greifswald)                                         |
| Herrendoppel | Erfried Michalowsky Edgar Michalowski (Einheit Greifswald)                  | Jens Scheithauer Frank-Thomas Seyfarth (Fortschritt Tröbitz)                | Norbert Michalowsky Thomas Mundt (Einheit Greifswald)                  |
| Herrendoppel | Erfried Michalowsky Edgar Michalowski (Einheit Greifswald)                  | Jens Scheithauer Frank-Thomas Seyfarth (Fortschritt Tröbitz)                | Joachim Völker Claus Cassens (HSG Lok HfV Dresden)                     |
| Damendoppel  | Monika Cassens Petra Michalowsky (HSG Lok HfV Dresden / Einheit Greifswald) | Ilona Ryk Birgit Kämmer (Einheit Greifswald)                                | Christine Ober Petra Tobien (Fortschritt Tröbitz / Kühlautomat Berlin) |
| Damendoppel  | Monika Cassens Petra Michalowsky (HSG Lok HfV Dresden / Einheit Greifswald) | Ilona Ryk Birgit Kämmer (Einheit Greifswald)                                | Dagmar Friedrich Michaela Junker (HSG Lok HfV Dresden / EBT Berlin)    |
| Mixed        | Erfried Michalowsky Petra Michalowsky (Einheit Greifswald)                  | Edgar Michalowski Monika Cassens (Einheit Greifswald / HSG Lok HfV Dresden) | Thomas Mundt Ilona Ryk (Einheit Greifswald)                            |
| Mixed        | Erfried Michalowsky Petra Michalowsky (Einheit Greifswald)                  | Edgar Michalowski Monika Cassens (Einheit Greifswald / HSG Lok HfV Dresden) | Norbert Michalowsky Angela Michalowski (Einheit Greifswald)            |